# Juan Abelló Pascual
Juan Abelló Pascual (Reus, 1 de octubre de 1895-Madrid, 4 de marzo de 1983) fue un farmacéutico español, doctor en Farmacia y en Ciencias Químicas. Fundador de la industria española de estupefacientes en 1933 y cofundador de la primera empresa española de antibióticos en 1949.

## Biografía
Hijo de Juan Abelló Boada y de Teresa Pascual Cugat, con cinco hermanos. Estuvo casado con Nieves Gallo Rodeles, con la que tuvo cinco hijos, entre ellos el empresario y mecenas Juan Abelló Gallo.

## Industria farmacéutica
En el plano industrial fundó y fue el primer presidente del Consejo de Administración de la Fábrica de Productos Químicos y Farmacéuticos "Abelló".